# Crossocheilus atrilimes
Crossocheilus atrilimes är en fiskart som beskrevs av Maurice Kottelat 2000. Crossocheilus atrilimes ingår i släktet Crossocheilus och familjen karpfiskar. IUCN kategoriserar arten globalt som livskraftig. Inga underarter finns listade i Catalogue of Life.